# Années 280
Les années 280 couvrent la période de 280 à 289.

## Événements

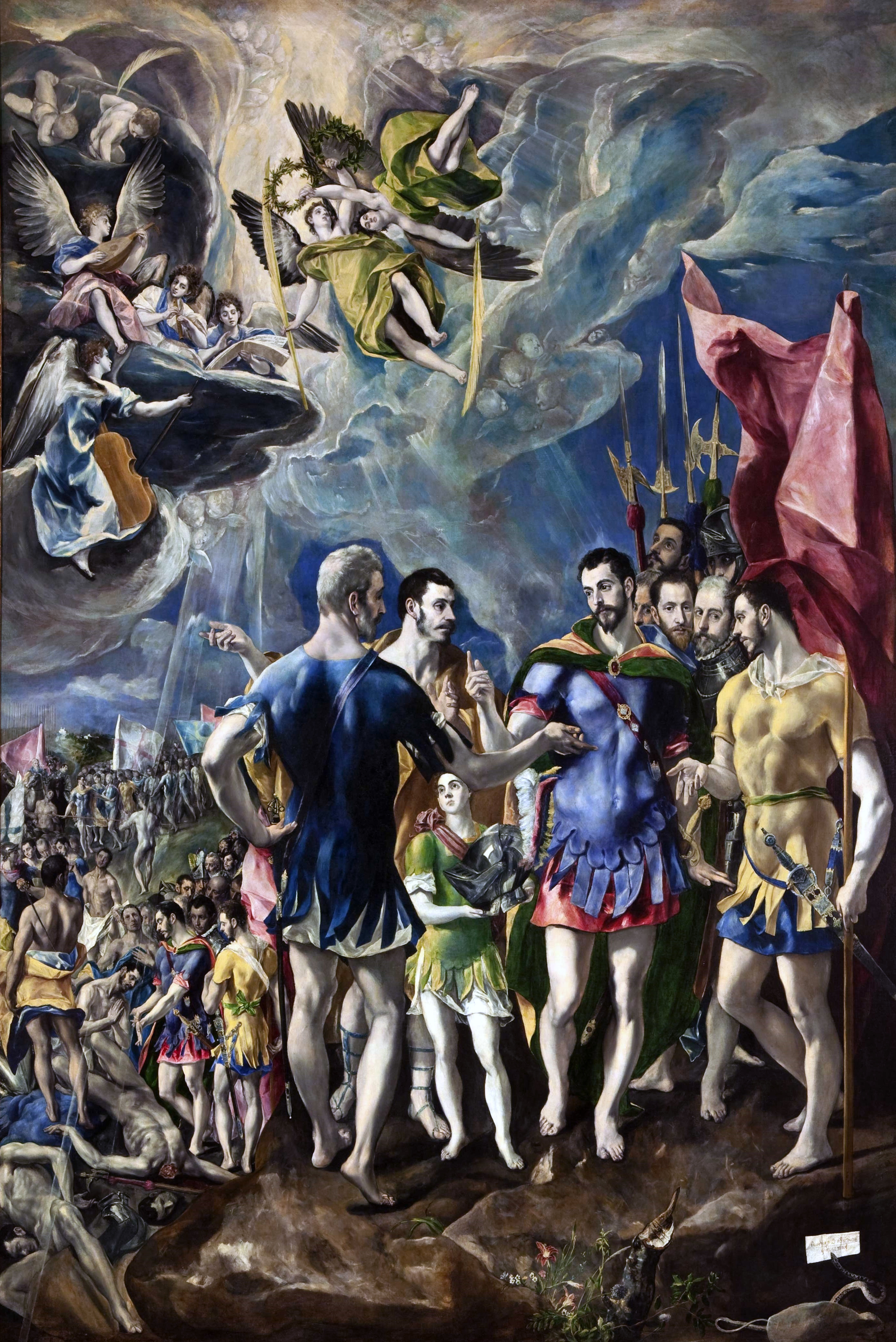
Martyre de Saint Maurice, toile d'El Greco, 1580-1582

- Vers 280 : en Gaule, devant la menace des invasions, les villes construisent ou renforcent leurs murailles. Probus fait rebâtir plus de soixante-dix villes dévastées[1].
- 280 : les Jin réunifient la Chine en annexant le Royaume de Wu[2].
- 281 : Probus abolit l’édit de Domitien qui interdisait la plantation de nouvelles vignes hors d’Italie[3].
- 282 : l'empereur romain Probus est assassiné par des soldats près de Sirmium ; Carus lui succède  et associe ses fils Carin et Numérien au pouvoir[4].
- 283 :
  - Carus reconquiert la Mésopotamie sur les Perses. Il meurt, dans des conditions mystérieuses, au cours de l’expédition[4].
  - incendie de Rome ; reconstruction de la Curie, de la basilique Julia et restauration des Rostres[5].
- 284 : Numérien est assassiné. Dioclétien est proclamé empereur en Orient[6].
- 285 : 
  - insurrection des Bagaudes en Gaule[6].
  - bataille du Margus. Carin, victorieux, assassiné. Dioclétien seul empereur associe Maximien comme césar à Milan[6].
- 286 : 
  - instauration de la dyarchie par Dioclétien. L'Empire romain est divisé en deux (Dioclétien, Maximien Hercule)[6].
  - révolte de Carausius en Bretagne[6].
- 285, Égypte : Antoine part vivre en ermite à Pispir, en plein désert. Il fonde les premières communautés d'ermites[7].
- 288-289 : les Francs de Gennobaud sont fédérés par Maximien Hercule en Gaule belgique[8].
- 289 :  campagne de Dioclétien contre les Sarmates[6].

## Personnages significatifs
- Bonosus
- Caïus (pape)
- Carausius
- Carin
- Carus
- Dioclétien
- Maurice d'Agaune
- Maximien Hercule
- Numérien
- Pappus (mathématicien)
- Probus
- Vahram II